# Liste der Kulturdenkmale in Riethnordhausen (bei Erfurt)
In der Liste der Kulturdenkmale in Riethnordhausen sind alle Kulturdenkmale der thüringischen Gemeinde Riethnordhausen (Landkreis Sömmerda) und ihrer Ortsteile aufgelistet (Stand: 2006).

## Riethnordhausen
Einzeldenkmale
| Bild                                    | Bezeichnung | Lage                      | Datierung | Beschreibung | ID |
| --------------------------------------- | ----------- | ------------------------- | --------- | ------------ | -- |
| weitere Bilder Fotos hochladen          | Kirchturm   | Erfurter Straße 2 (Karte) |           |              |    |
| Direkt Bild zu diesem Denkmal hochladen | Pfarrhaus   | Brauhausgasse 123         |           |              |    |
| Direkt Bild zu diesem Denkmal hochladen | Wohnhaus    | Dammgasse 152             |           |              |    |
| Direkt Bild zu diesem Denkmal hochladen | Portal      | Herrengasse 114           |           |              |    |

## Quelle
- Landkreis Sömmerda. (Memento vom 1. Februar 2017 im Internet Archive; PDF; 160 kB) landkreis-soemmerda.de, Auszug aus dem Denkmalbuch des Landes Thüringen